# Herrschaft Schnallenstein
Die Herrschaft Schnallenstein (auch: Herrschaft Rosenthal) lag im Süden der Grafschaft Glatz. Sie wurde 1684 aus mehreren Kammerdörfern im Distrikt Habelschwerdt gebildet und nach der in diesem Gebiet liegenden Ruine der Burg Schnallenstein benannt.

## Geschichte
Zur Bestreitung der Kosten der Türkenkriege verkaufte Kaiser Leopold I. in seiner Eigenschaft als König von Böhmen 1684 zahlreiche Kammerdörfer im Habelschwerdter und Landecker Distrikt dem Glatzer Landeshauptmann Michael Wenzel von Althann, dem bereits die Herrschaften Mittelwalde, Wölfelsdorf und Schönfeld gehörten. 
Die im Habelschwerdter Distrikt gelegenen Dörfer waren: Rosenthal, Freiwalde, Marienthal, Seitendorf, Ebersdorf, Wölfelsgrund, Lichtenwalde, Peucker, Stuhlseiffen, Langenbrück, Hammer, Verlorenwasser sowie Anteile von Oberlangenau und Niederlangenau. Da einzelne dieser Dörfer ehemals zur Burg Schnallenstein untertänig waren, wurden alle Dörfer und Dorfanteile zunächst als „Herrschaft Schnallenstein“ und später, nachdem sich Rosenthal zum Hauptort der Herrschaft entwickelte, auch als „Herrschaft Rosenthal“ bezeichnet. Später kamen noch die Kolonien „Aloysienthal“ und „Neuwalde“ hinzu. 1796 erwarb Friedrich von Stillfried auf Hausdorf, der damalige Besitzer der Herrschaft, das Frerichtergut in Rosenthal, das er mit dem dortigen Dominialanteil verband.
Der jeweilige Eigentümer der Herrschaft verfügte über die Obergerichte über die Untertanen der Dominialanteile, über die Freirichter und dessen Untertanen sowie die Freibauern in Oberlangenau und Wölfelsdorf. In Rosenthal, Ebersdorf, Wölfelsgrund, Freiwalde, Seitendorf, Marienthal, Lichtenwalde, Stuhlseifen, Peucker, Hammer und Langebrück besaß er das Privileg des Bierbrauens und des Bierausschanks. Außerdem verfügte er über das Privileg der Jagd sowie das Patronatsrecht, mit dem die Ernennung der Priester verbunden war.
Im Rahmen der preußischen Reformen wurde 1809 die Erbuntertänigkeit abgeschafft. Die Untertanen erlangten dadurch die persönliche Freiheit.

## Besitzer der Herrschaft Schnallenstein/Rosenthal
Nach dem Tod Michael Wenzels von Althann 1686 erbten die Herrschaft Schnallenstein/Rosenthal sein gleichnamiger Sohn und 1738 dessen Witwe Maria Aloysia Theresia, geborene von Dietrichstein. Auf deren Veranlassung wurden am unteren Ende von Langenbrück weitere Häuser errichtet, die zunächst „Kolonie Aloysienthal“ und später als „Niederlangenbrück“ bezeichnet wurden und ebenfalls zur Herrschaft Schnallenstein untertänig waren.
Maria Aloysia Theresia von Althann vererbte die Herrschaft Schnallenstein/Rosenthal 1783 ihrer Enkelin Wilhelmine von Stahremberg. Sie verkaufte ihr Erbe dem Freiherrn Michael von Stillfried auf Neurode. Dieser legte 1787–1797 auf ausgerodetem landesherrlichen Forstgrund die „Kolonie Neuwalde“ an. Sie bestand aus 16 Häusern, die zur Gemeinde Freiwalde gehörten. Friedrich von Stillfried auf Hausdorf, ein Sohn des Vorgenannten, erbte die Herrschaft 1796 und erwarb im selben Jahr das Frerichtergut in Rosenthal, das er mit dem dortigen Dominialanteil verband. Um das Jahr 1800 verkaufte er die Herrschaft Schnallenstein/Rosenthal dem Obristleutnant Wilhelm von dem Busche, von dem sie 1804 Reichsgraf Anton Alexander von Magnis auf Eckersdorf erwarb. 1838 gelangte die Herrschaft an Prinzessin Marianne von Oranien-Nassau, die mit Prinz Albrecht von Preußen verheiratet war. Deren Nachkommen wurden 1945 enteignet.